# Щеглов, Владимир Александрович
Владимир Александрович Щеглов (род. 17 июня 1952, Свердловск) — советский хоккеист, нападающий. Мастер спорта СССР (1978). Заслуженный тренер России (2003).

## Биография
Воспитанник школы «Спартаковец».
Играл за свердловские команды «Юность» (1970/71), СКА (1972/73 — 1973/74), «Автомобилист (Свердловск)» (1974/75 — 1984/85), «Луч» (1985/86). В сезоне 1971/72 выступал за «Спутник» Нижний Тагил, в сезоне 1990/91 провёл один матч за СКА-«Металлург» Серов.
В «Автомобилисте» за 11 сезонов забросил 170 шайб, был капитаном команды.
Окончил Свердловский государственный педагогический институт (1981).
Работал тренером в детско-юношеских школах «Юность» и «Автомобилист», в молодёжном «СКА-Автомобилисте».
Главный тренер команды СКА (Екатеринбург) (1996/97). Тренер в «Кедре» Новоуральск (1999/2000). Главный тренер «Газовика» Тюмень (2000/01 — 21 марта 2002). Тренер команды «Автомобилист» 1995 г. р. (2008—2011). Главный тренер команды МХЛ «Авто» (2011/12, до 6 марта). Главный тренер молодёжной команды «Дебрецен» (Венгрия, 2012—2014). Тренер в школе «Авто-Спартаковец» (с 2014), тренер в команде Уральского государственного университета из Студенческой хоккейной лиги.
Работал с такими хоккеистами как Павел Дацюк, Алексей Симаков, Анатолий Голышев.